# Narnia (banda)
Narnia es una banda sueca de power metal cristiano fundada por el guitarrista Carl Johan Grimmark y el cantante Christian Liljegren en 1996.

## Origen del nombre
Christian Rivel: "Cuando vi la película techno-color sobre “The Witch, The Lion & The wardrobe” por primera vez en 1985, me encantó el nombre de Narnia, ya que sonaba muy bien. Y luego tuve esta idea y el concepto de hacer symphonic neoclassical melodic metal y el nombre se adecuaba perfectecamente para la música. Simple y fácil de recordar."

## Historia
Christian Liljegren y Carl Johan Grimmark se conocieron el año 1993 en Jönköping, un pueblo al sur de Suecia. Para ese entonces Christian y su banda 'Modest Attraction' estaban a punto de lanzar su primer álbum The Truth in Your Face. Carl era un miembro de una banda llamada 'Sentinel'. intercambiaron sus números telefónicos y permanecieron en contacto.
Varios años pasaron y ambos Christian y Carl tuvieron problemas con sus bandas. 'Modest Attraction' produjo su segundo álbum "Divine Luxury", al mismo tiempo que Carl Johan decidió dejar 'Sentinel. Al mismo tiempo, en 1996 Christian llamó a Carl Johan y le preguntó si estaba interesado en trabajar juntos en un proyecto. Christian tenía una pasión por el hard rock melódico, el cual no tenía oportunidades de explorar en 'Modest Atrattion'. Carl Johan estuvo inmediatamente interesado en un proyecto como ese.
Unos cuantos meses después Christian llamó de nuevo a Carl y le dijo que 'Modest Atracttion' iba a ir en un tour por Alemania y el guitarrista Stephan Mohlin no los podía acompañar. Así Carl Johan reemplazó a Stephan. Stephan pronto dejó la banda completamente, y Carl Johan fue consultado si quería unirse como miembro completo de la banda. Carl Johan aceptó, así dándoles a Christian y Carl Johan tiempo para planear su proyecto. Tomaron unas antiguas canciones de otras bandas y las alteraron a su gusto. En septiembre de 1996 fueron a Top Recording Studio. Carl Johan tocó todos los instrumentos y Christian cantó. La grabación tomó varios meses. Tuvieron varios invitados en el álbum, incluyendo a Jakob Persson, que más tarde tocaría el bajo en Narnia. Janne Stark fue responsable por los solos de guitarra y Mart Hallek tocó el violín.
En enero de 1997, la grabación fue terminada. Después de un duro trabajo el álbum Awakening fue mezclado. 
Gracias a su mánager Magnus Söderkvist su álbum fue llevado a sellos japoneses. Nueve de esos sellos quisieron contratar a Narnia, finalmente Narnia se decidió por Pony Canyon. En mayo, Christian y Carl Johan fueron en su último tour con 'Modest Atracttion'. Conocieron a Matthias Mittelstädt, que tenía una empresa llamada MCM Music. Mittelstädt, junto con su hermano, Rainer Matthias, les encantó el álbum y Mittelstädt se convirtió en su mánager.
Con un demo en mano y un nuevo mánager, empezaron a buscar por talentosos nuevos miembros y finalmente Narnia nació.
Tras divorciarse en 2008, ha cambiado su apellido de nuevo a Liljegren.
El 29 de abril de 2008, Christian confirmó que se marcha de Narnia. El nuevo cantante es Germán Pascual.
El viernes 3 de junio de 2016 lanzarán un sencillo en formato digital bajo el título "Reaching For The Top" lo que significa que dentro de pocas fechas verá la luz su nuevo y esperadísimo disco de estudio después de 6 años de silencio (casi 7) desde su última obra de estudio "Course Of A Generation" del 2009 (Massacre Records).
De hecho ya está confirmado el título del nuevo disco, se titulará como la propia banda "Narnia" y también confirmado la fecha de salida del mismo (jueves 1 de septiembre de 2016) lo que no se sabe es si saldrá bajo un sello discográfico o bien auto-editado que es lo más probable. El disco contiene 9 canciones, de las cuales una salió como sencillo el pasado 3 de junio "Reaching For The Top".

## Miembros actuales

### Actuales
- Christian Liljegren - vocalista
- Carl Johan Grimmark - guitarra, vocalista
- Jonathan Samuelson - bajo
- Andreas Johansson - batería

### Antiguos
- Germán pascual - vocalista - (Hasta 2008)
- Jakob Persson - bajo
- Linus Kåse - teclados
- Martin Claésson (actualmente en Härenstam) - teclados
- Fredrik Junhammar - batería
- Andreas Passmark - bajo

### Formación Original
- Christian Liljegren
- Carl Johan Grimmark - guitarra, bajo, teclados, batería

## Discografía
- Awakening (1998).
- Long Live the King (1999).
- Music For The Next Millennium (1999) Split.
- Desert Land (2001).
- The Great Fall (2003) (No lanzado en Japón).
- Enter the Gate (2006).
- At short notice... Live in Germany (2006).
- Decade of Confession (2007).
- Course Of A Generation (2009).
- Metal For Jesus (2013) Split.
- Reaching For The Top (3 de junio de 2016, Single).
- Messengers (19 de agosto de 2016, Single).
- I Still Believe (16 de septiembre de 2016, Single).
- Narnia (2016) 1 de septiembre.
- We Still Belive - Made in Brazil (2018).
- From Darkness To Light (2019).
- Ghost Town (2023)

### Videografía
- At short notice... Live in Germany (2004)